# Монта д'Аквила (Империја)
Монта д'Аквила је насеље у Италији у округу Империја, региону Лигурија.
Према процени из 2011. у насељу је живело 24 становника. Насеље се налази на надморској висини од 421 м.